# Xestia conchis
Xestia conchis är en fjärilsart som beskrevs av Augustus Radcliffe Grote 1879. Xestia conchis ingår i släktet Xestia och familjen nattflyn. Inga underarter finns listade i Catalogue of Life.